# Lebanon, Ohio
Lebanon är en stad i den amerikanska delstaten Ohio med en yta av 30,5 km² och en folkmängd, som uppgår till 19 962 invånare (2000). Lebanon är huvudorten i Warren County, Ohio.